# (31653) 1999 HH4
1999 HH4 (asteroide 31653) é um asteroide da cintura principal. Possui uma excentricidade de 0.14493710 e uma inclinação de 1.03843º.
Este asteroide foi descoberto no dia 16 de abril de 1999 por Spacewatch em Kitt Peak.